# Karel Gleenewinkel Kamperdijk

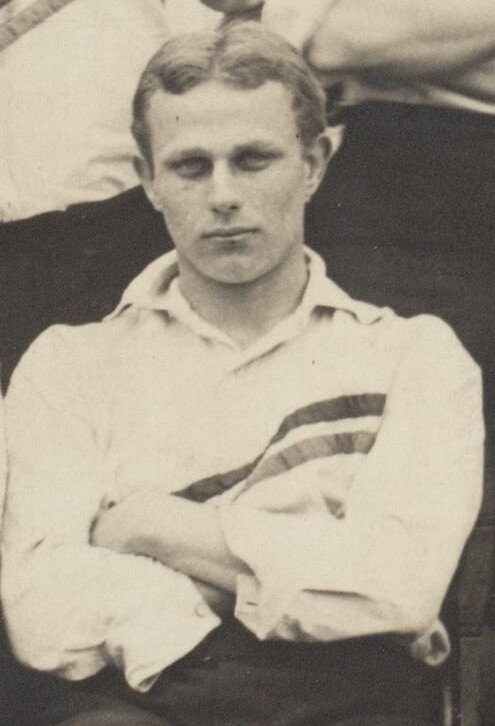
Karel Gleenewinkel Kamperdijk (1905)

Karel Willem Hendrik Gleenewinkel Kamperdijk (* 30. Oktober 1883 in Haarlem; † 20. Juni 1975 in Rijswijk) war ein niederländischer Fußballspieler.
Gleenewinkel Kamperdijk spielte insgesamt 22 Jahre für HBS Craeyenhout. Sein erstes Spiel für den Haager Verein machte er kurz vor seinem 18. Geburtstag am 13. Oktober 1901; bei seinem letzten Auftritt im Trikot von HBS am 23. September 1923 war er fast 40 Jahre alt. Insgesamt brachte er es auf 78 Einsätze in der ersten Mannschaft, in denen er zehn Tore erzielte. In seiner Zeit wurde HBS zweimal niederländischer Meister.
Er war am 30. April 1905 Mitglied jener niederländischen Nationalmannschaft, die das erste Fußballländerspiel in der Geschichte des Landes bestritt. In Antwerpen siegte das Team mit 4:1 gegen Gastgeber Belgien.
Beim Rückspiel zwei Wochen später am 14. Mai 1905 in Rotterdam, das die Niederlande mit 4:0 gegen Belgien gewannen, gehörte Gleenewinkel Kamperdijk auch dem Kader an. Diese beiden Spiele blieben jedoch die einzigen Einsätze Gleenewinkel Kamperdijks in der Nederlands Elftal.
Neben und nach seiner Fußballlaufbahn arbeitete er als Makler und Handelsvertreter. 1910 heiratete er in Batavia seine erste Frau Christina Fehr. 1911 wurde die gemeinsame Tochter Vera geboren. Die Ehe wurde 1919 geschieden. 1920 ehelichte er seine zweite Frau Anna van Gorkum, aus dieser Ehe stammt Tochter Maria Laura; nach dem Tod Annas 1964 heiratete er 1966 wiederum in ’s Gravenhage zum dritten Mal, die 1904 geborene Hendrica Bruijnzeel.